# Reixana
Reixana (pronunciado [rej'ʃa.na], en árabe: ريصانة الشمالية‎, en lenguas bereberes: ⵕⵉⵚⴰⵏⴰ ⵏ ⵉⵥⵍⵎⴹ, en francés: Rissana Chamalia) es un municipio marroquí en la región de Tánger-Tetuán-Alhucemas. Desde 1912 hasta 1956 perteneció a la zona norte del Protectorado español de Marruecos.